# Consistório Ordinário Público de 1831

## Cardeais
| Nº                 | País               | Nome                              | Idade              | Cargo                                  | Título ou Diaconia                                         |
| Cardeais eleitores | Cardeais eleitores | Cardeais eleitores                | Cardeais eleitores | Cardeais eleitores                     | Cardeais eleitores                                         |
| ------------------ | ------------------ | --------------------------------- | ------------------ | -------------------------------------- | ---------------------------------------------------------- |
| 1                  | Itália             | Luigi Lambruschini, B.            | 55                 | núncio na França                       | Cardeal-presbítero de São Calisto                          |
| 2                  | Itália             | Giuseppe Antonio Sala             | 68                 | secretário do SC do Conselho           | Cardeal-presbítero de Nossa Senhora da Paz                 |
| In Pectore         |                    |                                   |                    |                                        |                                                            |
| 3                  | Itália             | Alessandro Giustiniani            | 53                 | núncio em Portugal                     | Revelado no Consistório Ordinário Público de 1832          |
| 4                  | Itália             | Francesco Tiberi Contigliano      | 58                 | núncio na Espanha                      | Revelado no Consistório Ordinário Público de 1832          |
| 5                  | Itália             | Ugo Pietro Spinola                | 40                 | núncio na Áustria                      | Revelado no Consistório Ordinário Público de 1832          |
| 6                  | Itália             | Francesco Serra Casano            | 48                 | arcebispo de Cápua                     | Revelado no Primeiro Consistório Ordinário Público de 1833 |
| 7                  | Itália             | Francesco Canali                  | 66                 | secretário de SC de Bispos e Regulares | Revelado no Segundo Consistório Ordinário Público de 1834  |
| 8                  | Itália             | Pietro Ostini                     | 56                 | núncio em Brazylii                     | Revelado no Primeiro Consistório Ordinário Público de 1836 |
| 9                  | Itália             | Benedetto Cappelletti             | 66                 | vice-camerlengo e governador de Roma   | Revelado no Consistório Ordinário Público de 1832          |
| 10                 | Itália             | Luigi Del Drago                   | 55                 |                                        | Revelado no Consistório Ordinário Público de 1832          |
| 11                 | Itália             | Francesco Maria Pandolfi Alberici | 67                 |                                        | Revelado no Consistório Ordinário Público de 1832          |
| 12                 | Itália             | Luigi Gazzoli                     | 57                 |                                        | Revelado no Consistório Ordinário Público de 1832          |